# عبد الكريم بنعتيق
عبد الكريم بنعتيق (مواليد عام 1959، الرباط) سياسي مغربي الوزير المنتدب لدى وزير الخارجية المكلف بالمغاربة المقيمين بالخارج وشؤون الهجرة في حكومة العثماني 2017.

## سيرته
حصل بنعتيق على الإجازة في الآداب من جامعة محمد الخامس بالرباط وعلى دبلوم الدراسات المعمقة في اللسانيات من جامعة السربون بباريس (شعبة الاتصال).
و بدأ مشوراه المهني كإطار بالبنك المغربي للتجارة الخارجية والصناعة، ثم إطار بالبنك الوطني لباريس بالمغرب.
كما حصل على دبلوم الدراسات العليا المعمقة في تدبير الموارد البشرية من المعهد العالي لتدبير الموارد البشرية بباريس وهو أيضا باحث بمركز الدراسات الدبلوماسية والإستراتيجية بباريس (شعبة الاقتصاد الدولي والعلاقات الدولية).
وحصل بن عتيق على دكتوراه الدولة في القانون من جامعة ليون بفرنسا، وهو خريج معهد الدراسات الدبلوماسية والإستراتيجية بباريس.
ويدير بنعتيق مركزا للوساطة والتحكيم متخصص في القضايا المالية ومكتبا للاستشارة والاستثمارات بمدينة ليون بفرنسا. وفي شتنبر 2000 تم تعيين بن عتيق من قبل الملك كاتبا للدولة مكلفا بالمقاولات الصغرى والمتوسطة، قبل تعيينه في 23 فبراير 2001 كاتبا للدولة في التجارة الخارجية.

## روابط خارجية
- عبد الكريم بنعتيق | مركز الإمارات للدراسات البحوث الاستراتيجية